# Danza de las espadas de San Bartolomé de la Torre

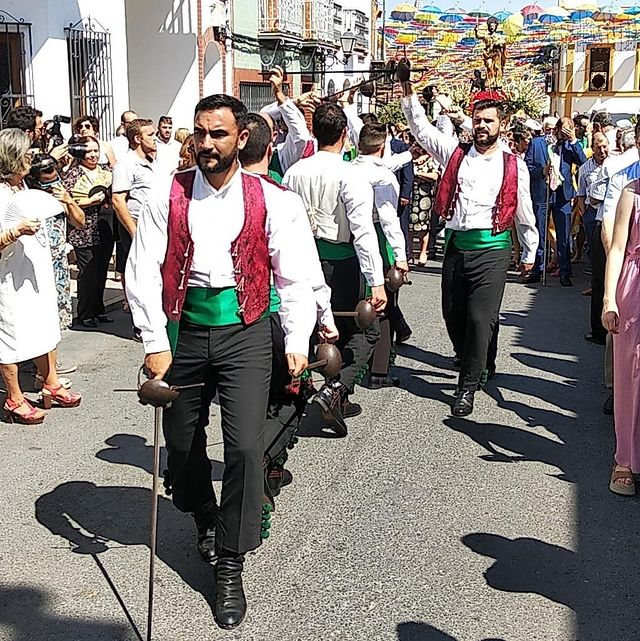
Danzadores ante el paso de San Bartolomé.

La danza de las espadas, también conocida como simplemente como la danza, es una de las llamadas danzas rituales onubenses, desarrollada en la localidad de San Bartolomé de la Torre, en la provincia de Huelva, España. Los símbolos de la danza son San Bartolomé, la indumentaria, las espadas y mudanzas. Durante la víspera es importante la iglesia de San Bartolomé. En la procesión, el ámbito en el que se desarrolla la actividad comprende la plaza de España, calle Cartaya, calle Marqués, calle Pozo y calle Grande.
Se trata de una danza ritual en honor a San Bartolomé, patrón del municipio. Tiene lugar en el contexto de las fiestas patronales dedicadas al santo, durante los actos centrales del 23 y 24 de agosto. En día 23, los danzadores acompañan a los mayordomos desde su casa hasta la iglesia, formando arcos de honor con sus espadas, mientras que el 24, en la iglesia, ejecutan la serie completa de mudanzas. Las danzas se ejecutan también el 20 de enero, en la procesión de San Sebastián (copatrón de la localidad).
Los danzadores constituyen un único grupo (también denominado «coro») formado por un número impar de siete a nueve hombres, destacando el maestro de danza o «cabeza» y el rabeador, que cierra el coro. La danza interpretada con espadas presenta algunas figuras y mudanzas destacadas: «el arco» o «puente de honor», «rodillas», el «cruce en pie», la «vuelta simple», el «coro» y la «cruz». Nunca le dan la espalda a la imagen. Con una mano sujetan la empuñadura de la propia espada y con la otra la punta de la del danzador contiguo, formando una cadena que no se romperá en las filas ni en las demás mudanzas.
La indumentaria de los danzadores se compone de camisa blanca, chaleco de terciopelo rojo bordado con hilo negro con motivos geométricos y florales, caireles de plata en lugar de botones, faja verde rematada en tres borlas, pantalón de terciopelo negro, con madroños en la parte inferior, botas camperas y espadas fabricadas exprofeso para este fin. Los colores del chaleco y la faja del maestro son inversos a los del resto.
El callejero de San Bartolomé de la Torre homenajea esta tradición con una plaza dedicada al Danzador. En ella se sitúa un monumento de Martín Lagares inaugurado en 2006.